# Мєхове (Калузька область)
Мєхове (рос. Меховое) — село в Сухиницькому районі Калузької області Російської Федерації.
Населення становить 21 особу. Входить до складу муніципального утворення Село Татаринці.

## Історія
Від 2004 року входить до складу муніципального утворення Село Татаринці

## Населення
| 1989 | 2002 | 2010 |
| ---- | ---- | ---- |
| 68   | ↘50  | ↘21  |